# Tradycyjna nawigacja i budowanie piróg na Wyspach Karolińskich
Tradycyjna nawigacja i budowanie piróg na Wyspach Karolińskich – sztuka budowania łodzi (canoe, piróg) oraz nawigowania nimi podczas żeglugi po Pacyfiku kultywowana od tysięcy lat przez mieszkańców archipelagu Karolinów będącego częścią Mikronezji.
W 2021 roku tradycję karolińskiej nawigacji i budowania piróg w Sfederowanych Stanach Mikronezji wpisano na listę niematerialnego dziedzictwa kulturowego wymagającego pilnej ochrony. Nazwa wpisu w języku angielskim to Carolinian wayfinding and canoe making, a francuskim – La navigation traditionnelle et la construction de pirogues des îles Carolines.

## Charakterystyka
Wieloetapowy proces zasiedlania Mikronezji rozpoczął się w II tysiącleciu p.n.e. i trwał ok. 2000 lat. Mikronezyjczyków uznaje się powszechnie za jeden z ludów austronezyjskich, które w ciągu wieków na bardzo wysokim poziomie opanowały umiejętności żeglarskie, nawigacyjne i szkutnicze. Zachodnia Mikronezja zasiedlona została przez migrantów pochodzących z Azji Południowo-Wschodniej, a wschodnia cześć archipelagu – przez ludy Melanezji.
Do wielowiekowych tradycji budowania łodzi i żeglowania na duże odległości po Pacyfiku nawiązuje nawigacja i budowanie piróg na Wyspach Karolińskich, rozpowszechniona zwłaszcza wśród społeczności zamieszkujących najbardziej izolowane wyspy w mikronezyjskich stanach Yap i Chuuk, dla których także współcześnie dostęp do paliwa, żywności i artykułów pierwszej potrzeby jest mocno utrudniony. W regionach tych wciąż mieszka najwięcej osób będących nosicielami wiedzy i praktykujących tę tradycję, a budowane tutaj łodzie umożliwiają pokonywanie najdłuższych dystansów i są największe. Mniejsze społeczności kultywujące rzeźbienie drewnianych piróg oraz żeglowanie i nawigowanie po oceanie działają również na głównych wyspach stanów Kosrae i Pohnpei oraz na wyspach Mokil, Kapingamarangi i Mortlock. Lokalne szkutnictwo opiera się na dostępnych na miejscu materiałach, a żegluga odbywa się bez użycia map i specjalistycznych przyrządów.
Wykonanie pirogi jest zajęciem angażującym całą społeczność. Proces zaczyna się od wybrania i ścięcia odpowiedniego drzewa przy zastosowaniu bardzo precyzyjnych pomiarów matematycznych. Następnie drzewo jest wydrążane przy użyciu rodzimego toporka ciesielskiego, szyte są żagle, a z włókna kokosowego wytwarza się powrozy. Rdzennie mikronezyjskie łodzie mają unikatową, asymetryczną formę, która umożliwia żeglowanie po płytkich wodach z bardzo dużą prędkością. Zmiana kierunku wymaga przeniesienia zestawu żaglowego typu kleszcze kraba z jednej burty na drugą, nie zaś – jak w przypadku techniki z Zachodu – zwrotu przez sztag.

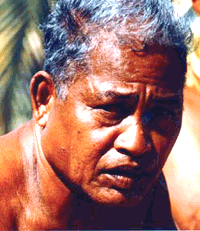
Mau Piailug, XX-wieczny mikronezyjski nawigator

Sztuka tradycyjnej karolińskiej nawigacji po Pacyfiku obejmuje orientowanie się w terenie na podstawie położenia gwiazd, wskazówek przyrodniczych takich jak występowanie innych gatunków na otwartym oceanie i innych w pobliżu wysp oraz zachowanie ptaków morskich, zjawisk atmosferycznych np. gromadzenia się chmur nad wyspami za horyzontem czy subtelnych zaburzeń fal przez nie spowodowanych. Wśród Mikronezyjczyków nawigator postrzegany był jako jedyny stały punkt w poruszającym się świecie. W ciągu swojego życia uczył się on dróg („namiarów”) na sąsiednie wyspy. Dla każdej istniał indywidualny „namiar”, dlatego też mistrzowie w tym fachu mogli znać ponad 100 dróg, umiejąc w ten sposób dotrzeć do ponad stu wysp.
Tradycja nawigacji i budowania piróg na większości wysp Pacyfiku już zanikła, choć niegdyś umożliwiła zasiedlenie wielu obszarów na oceanie. W XX wieku częściowy renesans żeglarstwa polinezyjskiego przyniosła działalność towarzystwa Polynesian Voyaging Society (PVS). W 1976 roku przy zaangażowaniu Mau Piailuga, słynnego mikronezyjskiego nawigatora pochodzącego z wyspy Satawal, udało się przepłynąć Ocean Spokojny z Hawajów do Tahiti na dwukadłubowej łodzi Hōkūle‘a przy użyciu wyłącznie tradycyjnych metod nawigacji.
Współcześnie wiedza i umiejętność przekazywane są w relacji mistrz-uczeń podczas praktyk, których punktem kulminacyjnym są ceremonie inicjacyjne obchodzone przez całą społeczność. Wciąż jeszcze istnieją „gildie” kultywujące to dziedzictwo, z których każda ma swoje własne tradycje projektowe i konstrukcyjne. Każdy rejs jest dla lokalnych mieszkańców ważnym wydarzeniem, wpływającym na ich tożsamość, zaczynającym się od wspólnotowej ceremonii i świętowania. Nawigatorów i twórców łodzi jest jednak coraz mniej i są oni coraz starsi. Zmienia się model mikronezyjskiej rodziny i nasila się migracja młodych mieszkańców na większe wyspy, a preferowane stają się nowocześniejsze formy transportu.